# Demografía de Kirguistán
El país cuenta con una población de algo más de 5,35 millones de habitantes estimados a julio de 2008, distribuidos en 198.500 km². Desigualmente repartida, se concentra en la capital, Biskek y las zonas bañadas por el río Naryn y sus afluentes.
Desde el punto de vista étnico, el 65% son kirguises, el 13% uzbekos y el 12% rusos con alguna minoría de tayikos y chinos al sur y este.